# Rana rąbana
Rana rąbana – rana powstała w wyniku działania ciężkiego narzędzia o ostrej krawędzi (siekiera, tasak), godzącego z dużą siłą – prostopadle lub skośnie do krawędzi ciała. Ma charakter rany ciętej, ale jest od niej większa i głębsza. Powoduje rozległe uszkodzenia tkanek głębiej położonych.